# Певний Петро Васильович
Петро Васильович Певний (Петро Герасимович, 1888—1957) — український громадсько-політичний діяч і журналіст, родом із Полтави.

## Життєпис
За часів визвольного руху — співредактор газети «Відродження» (1918) у Києві та редактор щоденника «Україна» (1919) у Кам'янці-Подільському.
Був учасником суду в справі полковника Болбочана в червні 1919 як прокурор.
1926—1935 — редагував тижневик «Українська нива» (Варшава, Луцьк).
В еміграції у Польщі — голова Волинського Українського об'єднання, в 1930—1935 — посол від Волині до польського сейму.
У повоєнний період жив у Німеччині, згодом — у США. Похований в Саут-Баунд-Брук.